# Peter Osterhoff
Peter Osterhoff (* 25. August 1937 in Hamburg) ist ein ehemaliger deutscher Fußballspieler. Von 1958 bis 1970 spielte er für den FC St. Pauli, dessen erfolgreichster Torjäger er mit 171 Treffern in Ober- bzw. Regionalliga bis heute ist.

## Oberligajahre (1958–1963)
„Oschi“ Osterhoff kam 1958 mit der Empfehlung von 60 Toren in 22 Punktspielen für den DSC Stern/Pfeil zum FC St. Pauli, womit er dem SC aus Dulsberg zum Aufstieg in die Verbandsliga Hamburg, die seinerzeit dritthöchste Spielklasse, verholfen hatte. Gemeinsam mit dem ein Jahr älteren Horst Haecks bildete er bei St. Pauli bald ein enorm torhungriges Angriffsduo. 
Der meist über links kommende Stürmer machte erstmals in der Saison 1959/60 nachdrücklich auf sich aufmerksam, als er mit 20 Saisontreffern hinter Uwe Seeler den zweiten Platz unter den Oberliga-Nord-Torjägern belegte. Auch in den folgenden beiden Jahren war er aufgrund seiner Schnelligkeit und seines Torinstinkts höchst erfolgreich und steigerte seine Trefferquote weiter: 1960/61 bedeuteten 21 Tore hinter Seeler und Arnold Schütz (Werder Bremen) den dritten Platz, 1961/62 erzielte Osterhoff gar 27 Treffer – nur „uns Uwe“ konnte einmal häufiger vollenden. Dabei schnitt der FC St. Pauli in diesen Jahren nie besser als auf dem vierten Tabellenrang ab und war deshalb auch ohne Chance auf einen Startplatz in der 1963 geschaffenen Bundesliga.

## Regionalliga (1963–1970)
Dafür wurde der wegen seiner Haarfarbe auch „schwarzer Peter“ genannte Stürmer mit seinen Paulianern in den folgenden Zweitligaspielzeiten zweimal Meister sowie dazwischen Vizemeister der Regionalliga Nord und nahm an den jeweiligen Aufstiegsrunden zur Bundesliga teil. 1964 scheiterte der FC darin trotz vier Osterhoff-Toren relativ deutlich an Borussia Neunkirchen, Bayern München und Tasmania 1900 Berlin; 1965 schied er sogar bereits in den Qualifikationsspielen gegen den Süd-Zweiten SSV Reutlingen 05 aus. 1966 allerdings wurde der Aufstieg nur um Haaresbreite verpasst: trotz zweier Siege in den direkten Begegnungen gegen die Essener Rot-Weißen hatten es die „Kiezkicker“ gegen Schweinfurt 05 und den 1. FC Saarbrücken versäumt, diesen Vorteil zu nutzen, sodass Essen bei Punktgleichheit das bessere Torverhältnis aufwies und St. Pauli weiterhin zweitklassig blieb.

In der folgenden Saison 1966/67 hatte der Torjäger sein Visier noch einmal besonders gut eingestellt und wurde mit 24 Treffern hinter Günter Pröpper vom VfL Osnabrück zweitbester Ligaschütze. Getrübt wurde die Freude darüber durch die schwere Verletzung, die seinen langjährigen Sturmpartner Horst Haecks noch in der Hinrunde dazu zwang, seine Karriere zu beenden. In den letzten Jahren bei St. Pauli spielte Osterhoff meist zurückgezogen auf der linken Verteidigerposition; seine Nachfolger im Sturm wurden Horst Romes und Alfred Hußner.
Als Peter Osterhoff 1970 nach zwölf Jahren am Millerntor zum Amateurligisten Duwo 08 wechselte, hatte er in 138 Erstligaspielen 86 und in 169 Zweitligaspielen 85 Tore für den FC St. Pauli geschossen; dazu kamen elf Spiele mit sieben Treffern in den Aufstiegsrunden zur Bundesliga sowie zwölf Spiele mit sechs Toren in der norddeutschen Auswahlmannschaft Anfang der 1960er. 1972 beendete „Oschi“ für sich das Kapitel Leistungssport.